# 946 (číslo)
Devět set čtyřicet šest je přirozené číslo. Římskými číslicemi se zapisuje CMXLVI. Následuje po číslu devět set čtyřicet pět a předchází číslu devět set čtyřicet sedm.

## Matematika
946 je:
- Deficientní číslo
- Složené číslo
- Nepříznivé číslo
- Šťastné číslo

## Astronomie
- (946) Poësia je planetka hlavního pásu, kterou objevil v roce 1921 Max Wolf

## Roky
- 946
- 946 př. n. l.